# (1322) Коперник
(1322) Коперник (лат. Coppernicus, пол. Kopernik) — астероид Главного пояса, характеризующийся довольно вытянутой сильно наклонённой орбитой. Кроме того, у этого астероида предполагается возможность наличия небольшого спутника. Открыт 15 июня 1934 года немецким астрономом Карлом Рейнмутом в обсерватории Хайдельберг и назван в честь знаменитого польского астронома Николая Коперника, предложившего гелиоцентрическую систему мира.

Орбита астероида Коперник и его положение в Солнечной системе
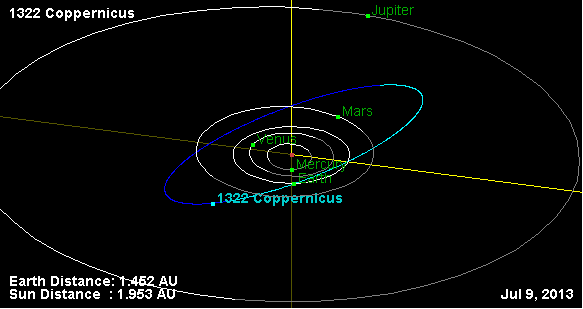
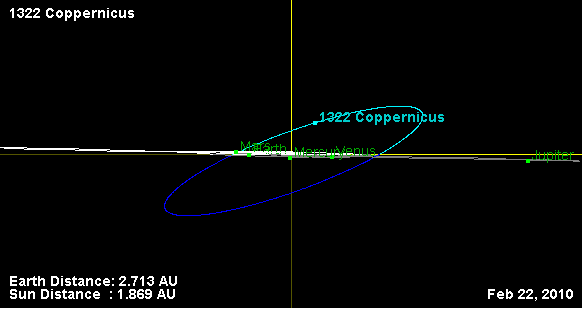